# Arquidiocese de Valência
A Arquidiocese de Valência (Archidiœcesis Valentinus) é uma arquidiocese da Igreja Católica situada em Valência, na Comunidade Valenciana. É fruto da elevação da diocese de Valência, criada em 527, depois suprimida em 1100 mas recriada depois da Reconquista, em 10 de outubro de 1238. Seu atual arcebispo é Enrique Benavent Vidal. Sua Sé é a Catedral Basílica Metropolitana de Santa Maria.

## Território
Em 2005, possuía 652 paróquias, tendo 1538 padres e contando com 96,9% da população jurisdicionada batizada. Sua jurisdição se estende por toda a Província de Valência.

## História
A diocese de Valência foi fundada em 527. Foi originalmente sufragânea da Arquidiocese de Tarragona. Valência caiu nas mãos dos muçulmanos em 712, assim viu parar a sucessão de bispos, quando em 1102 foi suprimida. A diocese foi restaurada em 10 de outubro de 1238, logo após a Reconquista da cidade.
Em 11 de outubro de 1470 o Papa Paulo II torna a diocese imediatamente sujeita à Santa Sé e, em 9 de julho de 1492, foi elevada à categoria de arquidiocese metropolitana pelo Papa Inocêncio VIII.
Um momento especial de glória foi a diocese em meados do século XVI, os arcebispos São Tomás de Villanueva e São João da Ribera, que aplicaram os decretos do Concílio de Trento, deixando um traço profundo e duradouro na vida religiosa da Arquidiocese, confirmadas as obras dos santos que viveram na época em Valência: Francisco de Borja, Luis Beltrán e Pascoal Baylón e os beatos Andrés Hibernón e Gaspar Bono.
O século XIX viu em Valência, um abundante florescimento de santos: Maria Miguelina do Santíssimo Sacramento, Teresa Jornet e Ibars e a Beata Inês de Benigánim.
Na segunda metade do século XIX e primeiro terço do século passado, a Arquidiocese de Valência foi incomodada por fortes tensões políticas e sociais, incluindo as posições anticlericais surgidas, o que resultou, durante a guerra civil em uma perseguição aberta contra a Igreja, centenas de mártires, muitos dos quais foram beatificados pelo Papa João Paulo II em 11 de março de 2001. De fato, os 233 mártires beatificados nesse momento vieram principalmente da arquidiocese de Valência.

## Prelados
|                             | Nome                                                      | Período        | Notas                                       |
| Arcebispos                  | Arcebispos                                                | Arcebispos     | Arcebispos                                  |
| --------------------------- | --------------------------------------------------------- | -------------- | ------------------------------------------- |
| 48º                         | Enrique Benavent Vidal                                    | 2022-          | Atual                                       |
| 47º                         | Antonio Cardeal Cañizares Llovera                         | 2014-2022      | Arcebispo emérito                           |
| 46º                         | Carlos Osoro Sierra                                       | 2009-2014      | Nomeado Arcebispo de Madrid                 |
| 45º                         | Agustín Cardeal García-Gasco Vicente                      | 1992-2009      |                                             |
| 44º                         | Miguel Roca Cabanellas                                    | 1978-1992      |                                             |
| 43º                         | José María García Lahiguera                               | 1969-1978      |                                             |
| 42º                         | Marcelino Olaechea Loizaga, S.D.B.                        | 1946-1966      |                                             |
| 41º                         | Prudencio Melo y Alcalde                                  | 1922-1945      |                                             |
| 40º                         | Enrique Reig y Casanova                                   | 1920-1922      | Nomeado Arcebispo de Toledo                 |
| 39º                         | José Maria Salvador y Barrera                             | 1916-1919      |                                             |
| 38º                         | Valeriano Menéndez Conde y Álvarez                        | 1914-1916      |                                             |
| 37º                         | Victoriano Guisasola y Menéndez                           | 1905-1914      | Nomeado Arcebispo de Toledo                 |
| 36º                         | Bernardino Nozaleda y Villa, O.P.                         | 1904-1905      |                                             |
| 35º                         | Sebastián Herrero Espinosa de los Monteros                | 1898-1903      |                                             |
| 34º                         | Ciriaco María Sancha y Hervás                             | 1892-1898      | Nomeado Arcebispo de Toledo                 |
| 33º                         | Antolín Monescillo y Viso                                 | 1878-1892      | Nomeado Arcebispo de Toledo                 |
| 32º                         | Mariano Benito Cardeal Barrio y Fernández                 | 1861-1876      |                                             |
| 31º                         | Pablo García y Abella, C.O.                               | 1848-1860      |                                             |
| 30º                         | Joaquín López Sicilia                                     | 1831-1835      |                                             |
| 29º                         | Simón López García, C.O.                                  | 1824-1831      |                                             |
| 28º                         | Veremundo Anselmo Arias Teixeiro y Rodríguez              | 1814-1824      |                                             |
| 27º                         | Joaquín Company Soler, O.F.M.                             | 1800-1813      |                                             |
| 26º                         | Juan Francisco Jiménez del Río                            | 1795-1800      |                                             |
| 25º                         | Antonio Despuig y Dameto                                  | 1794-1795      | Nomeado Arcebispo de Sevilha                |
| 24º                         | Francisco Fabián y Fuero                                  | 1773-1795      |                                             |
| 23º                         | Tomás Azpuru Ximénez                                      | 1770-1772      |                                             |
| 22º                         | Andrés Mayoral Alonso de Mello                            | 1738-1769      |                                             |
| 21º                         | Andrés de Orbe y Larreátegui                              | 1725-1736      |                                             |
| 20º                         | Antonio Folch y Cardona, O.F.M.                           | 1699-1724      |                                             |
| 19º                         | Juan Tomás de Rocaberti, O.P.                             | 1677-1699      |                                             |
| 18º                         | Luis Alfonso de los Cameros                               | 1668-1676      |                                             |
| 17º                         | Ambrosio Ignácio Spínola y Guzmán                         | 1667-1668      | Nomeado Arcebispo de Santiago de Compostela |
| 16º                         | Martín López de Ontiveros                                 | 1658-1666      |                                             |
| 15º                         | Pedro de Urbina de Montoya, O.F.M.                        | 1649-1658      | Nomeado Arcebispo de Sevilha                |
| 14º                         | Isidoro Aliaga, O.P.                                      | 1612-1648      |                                             |
| 13º                         | Pedro Castro Nero                                         | 1611           | Faleceu                                     |
| 12º                         | Juan de Ribera                                            | 1568-1611      |                                             |
| 11º                         | Fernando de Loaces (Loazes), O.P.                         | 1567-1568      |                                             |
| 10º                         | Martín Pérez de Ayala                                     | 1564-1566      |                                             |
| 9º                          | Acisclo de Moya y Contreras                               | 1564-1565      |                                             |
| 8º                          | Francisco de Navarra y Hualde                             | 1556-1563      |                                             |
| 7º                          | Tomás de Villanueva, O.S.A.                               | 1544-1555      |                                             |
| 6º                          | Georges d’Autriche                                        | 1538-1541      | Nomeado Bispo de Liège                      |
| 5º                          | Eberhard Cardeal von der Mark                             | 1520-1538      |                                             |
| 4º                          | Afonso de Aragão                                          | 1512-1520      |                                             |
| 3º                          | Pedro Luis Cardeal de Borja Llançol de Romaní, O.E.S.S.H. | 1500- 1511     |                                             |
| 2º                          | César Cardeal de Borja                                    | 1492-1498      | Renunciou                                   |
| 1º                          | Rodrigo Cardeal de Borja y Borja                          | 1492           | Eleito Papa com o nome de Alexandre VI      |
| Bispos                      |                                                           |                |                                             |
| 26º                         | Alfonso Cardeal de Borja y Cabanilles                     | 1429-1455      | Eleito Papa com o nome de Calisto III       |
| 25º                         | Hugo de Lupia y Bagés                                     | 1397-1427      |                                             |
| 24º                         | Jaime Cardeal de Aragão e de Foix                         | 1369-1396      |                                             |
| 23º                         | Vidal de Blanes y Fenoll                                  | 1356-1369      |                                             |
| 22º                         | Hugo de Fenollet                                          | 1348-1356      |                                             |
| 21º                         | Ramón de Gastón                                           | 1312-1348      |                                             |
| 20º                         | Ramón Despont,O.P.                                        | 1289-1312      |                                             |
| 19º                         | Jazperto de Botonach                                      | 1276-1288      |                                             |
| 18º                         | Andrés de Albalat, O.P.                                   | 1248-1276      |                                             |
| 17º                         | Arnaldo de Peralta                                        | 1243-1248      | Nomeado Bispo de Zaragoza                   |
| 16º                         | Ferrer de Pallarés ou de San Martín                       | 1240-1243      |                                             |
| 15º                         | Guilherme de Sabóia                                       | 1226-1239      | Simultaneamente Bispo de Liège              |
| 14º                         | Jerônimo de Perigord, O.S.B.                              | 1092/1098–1102 | Nomeado Bispo de Salamanca                  |
| 13º                         | Zaet al-Matran                                            | ?-1094         |                                             |
| 12º                         | Ubiticisclo                                               | ?-693          |                                             |
| 11º                         | Sarmata                                                   | 682-688        |                                             |
| 10º                         | Hospital                                                  | ?-681          |                                             |
| 9º                          | Suinterico                                                | ?-675          |                                             |
| 8º                          | Félix                                                     | 652 - 656      |                                             |
| 7º                          | Anesio ou Aniano                                          | 646-652        |                                             |
| 6º                          | Musitacio                                                 | 633–646        |                                             |
| 5º                          | Marino                                                    | 610-?          |                                             |
| 4º                          | Eutropio                                                  | ?              |                                             |
| 3º                          | Ubiligisclo e Celsino                                     | 589-?          | Juntos                                      |
| 2º                          | Celsino                                                   | 587-589        |                                             |
| 1º                          | Justiniano                                                | 531 - 546      |                                             |
| Bispos auxiliares           |                                                           |                |                                             |
|                             | Arturo Javier García Pérez                                | 2024-atual     |                                             |
|                             | Fernando Enrique Ramón Casas                              | 2024-atual     |                                             |
|                             | Vicente Juan Segura                                       | 2020-2023      |                                             |
|                             | Javier Salinas Viñals                                     | 2016-2023      | Bispo auxiliar emérito                      |
|                             | Arturo Pablo Ros Murgadas                                 | 2016-2023      | Nomeado Bispo de Santander                  |
|                             | Esteban Escudero Torres                                   | 2015–2021      |                                             |
|                             | Salvador Giménez Valls                                    | 2005–2009      | Nomeado Bispo de Menorca                    |
|                             | Enrique Benavent Vidal                                    | 2004–2013      | Nomeado Bispo de Tortosa                    |
|                             | Esteban Escudero Torres                                   | 2000–2010      | Nomeado Bispo de Palência                   |
|                             | Jesús Murgui Soriano                                      | 1996–2003      | Nomeado Bispo de Mallorca                   |
|                             | Jesús Esteban Catalá Ibáñez                               | 1996–1999      | Nomeado Bispo de Alcalá de Henares          |
|                             | Rafael Sanus Abad                                         | 1989–2000      |                                             |
|                             | José Vilaplana Blasco                                     | 1984–1991      | Nomeado Bispo de Santander                  |
|                             | Santiago García Aracil                                    | 1984–1988      | Nomeado Bispo de Jaén                       |
|                             | Jesús Pla Gandía                                          | 1971–1981      | Nomeado Bispo de Sigüenza-Guadalajara       |
|                             | José Gea Escolano                                         | 1971–1976      | Nomeado Bispo de Ibiza                      |
|                             | Rafael González Moralejo                                  | 1958–1969      | Nomeado Bispo de Huelva                     |
|                             | Jacinto Argaya Goicoechea                                 | 1952–1957      | Nomeado Bispo de Mondoñedo                  |
|                             | Juan Hervás y Benet                                       | 1944–1946      | Nomeado Bispo coadjutor de Mallorca         |
|                             | Francisco Javer Lauzurica y Torralba                      | 1931–1943      | Nomeado Bispo de Palência                   |
|                             | Francisco García y López                                  | 1903–1909      |                                             |
|                             | Melchor Serrano Lázaro, Sch. P.                           | 1788–1800      |                                             |
|                             | Dominicus Castells                                        | 1786–1788      | Morreu antes da consagração.                |
|                             | Rafael Lasala y Locela, O.S.A.                            | 1767–1773      | Nomeado Bispo de Solsona                    |
|                             | José Tormo Juliá                                          | 1763–1768      | Nomeado Bispo de Orihuela                   |
|                             | Antonio Ferrer y Milán, C.O.                              | 1686–1691      | Nomeado Bispo de Segorbe                    |
|                             | José Barberá                                              | 1661–1675      |                                             |
|                             | Jacinto Minuarte                                          | 1639–1658      |                                             |
|                             | Vicente Agustín Clavería                                  | 1631–1639      | Nomeado Bispo de Bosa                       |
|                             | Miguel Angulo Gómez de Carvajal, O.S.                     | 1610–1626      |                                             |
|                             | Tomás Espinosa                                            | 1606–1631      |                                             |
|                             | Alonso D’Avalos                                           | 1598–1603      |                                             |
|                             | Miguel Espinosa                                           | 1579–1601      |                                             |
|                             | Pedro Coderos                                             | 1570–1579      | Nomeado Arcebispo de Otranto                |
|                             | Juan Segría                                               | 1547–1568      | Nomeado Arcebispo de Sassari                |
|                             | Francisco Estaña                                          | 1534–1549      |                                             |
|                             | Francisco Mejía de Molina, O.P.                           | 1534–1567      |                                             |
|                             | Juan Bautista Centelles                                   | 1521– ?        |                                             |
|                             | Luis Guillermo, O.F.M.                                    | 1514– ?        |                                             |
|                             | Pedro de Ponte, O.SS.T.                                   | 1512–1545      |                                             |
|                             | Ausiás Carbonell, O.P.                                    | 1509–1532      |                                             |
|                             | Jaime Perez de Valencia, O.S.A.                           | 1468–1490      |                                             |
| Administradores apostólicos |                                                           |                |                                             |
|                             | Juan Cardeal de Borja Llançol de Romaní                   | 1499-1500      |                                             |
|                             | Rodrigo Cardeal de Borja y Borja                          | 1458-1492      | Elevado à Arcebispo                         |